# Ото II (Еберщайн)
Вижте пояснителната страница за други личности с името Ото II.
Ото II фон Еберщайн (на немски: Otto II von Eberstein; * пр. 1266; † 1286, 1287) е граф на Еберщайн.

## Произход и управление
Той е син на граф Ото I фон Еберщайн († 1278) и на третата му съпруга Беатрикс фон Крутхайм († сл. 1262), дъщеря на Волфрад II фон Крутхайм († сл. 1252) и съпругата му фон Грумбах-Ротенфелс.
Сестра му Кунигунда фон Еберщайн († 1284/1290) е омъжена на 20 май 1257 г. за маркграф Рудолф I фон Баден († 1288). Понеже нейната фамилия няма пари Рудолф I получава половината от замък Стар-Еберщайн в Баден-Баден.
Еберщайните се местят в замък Ной Еберщайн при Гернсбах, споменат за първи път през 1272 г. През 1283 г. Ото II продава и другата половина от замък Стар-Еберщайн на зет си маркграф Рудолф I фон Баден.

## Фамилия
Ото II се жени за Елизабет фон Тюбинген († сл.1301), дъщеря на пфалцграф Конрад I фон Тюбинген († пр. 1253) и Мехтилд фон Хоенлое-Браунек († 1293). Те нямат деца.

## Галерия
- Руина замък Алт-Еберщайн
- Вътрешният двор на дворец Гохсхайм